# Bencsik Péter
Bencsik Péter (Kaposvár, 1971. július 17.  –) magyar történész, a Szegedi Tudományegyetem (SZTE) Jelenkortörténeti Tanszékének docense. Kutatási területe a 20. századi Kelet-Közép-Európa politika- és jogtörténete (elsősorban az úti okmányok, határátlépések, határrezsimek; a szovjet blokkon belüli konfliktusok; a magyar–csehszlovák kapcsolatok és e két ország 1945 utáni története; a pártállami rendszerek működése). 

## Tanulmányai
Általános és középiskoláit Nagyatádon végezte, majd 1989-től Szegeden, a József Attila Tudományegyetemen (JATE) földrajz–történelem szakon tanult. 1995-ben szerzett középiskolai tanári diplomát, de közben egy évet az Egyesült Királyságban töltött, a University of Wolverhampton hallgatójaként. Doktori tanulmányait Pécsett, a Janus Pannonius Tudományegyetemen végezte 1995 és 1998 között. 2000-ben szerezte meg doktori (PhD) fokozatát. 2019-ben habilitált a Pécsi Tudományegyetemen.

## Pályafutása
1998-tól óraadóként dolgozott a JATE Történeti Intézetében, eleinte a Legújabbkori Egyetemes Történeti Tanszéken, majd 2001-től az Új- és Legújabbkori Magyar Történelmi Tanszéken lett tudományos segédmunkatárs. 2003 óta az Aetas Történettudományi Folyóirat egyik szerkesztője. 2011-ben nevezték ki adjunktussá, ismét a Legújabbkori Egyetemes Történeti Tanszéken, amely 2015-ben Tomka Béla vezetésével alakult át Jelenkortörténeti Tanszékké, egyesítve a 20. századi magyar és egyetemes történelem oktatását. 2021 szeptembere óta a tanszék docense.
Számos kutatási ösztöndíjat nyert el, köztük OTKA posztdoktori ösztöndíjat (2001–2004), MTA Bolyai ösztöndíjat (2007–2009), OTKA alapkutatási pályázatot (2015–2018). 2016 óta a Trianon 100 MTA Lendület kutatócsoport, 2019 óta pedig az MTA–SZTE–ELTE Globalizációtörténeti kutatócsoportnak is tagja. Rendszeresen kutat hazai és külföldi (elsősorban cseh) levéltárakban, részt vesz tudományos konferenciákon.

## Megjelent kötetei
- Border Regimes in Twentieth Century Europe, Abingdon: Routledge, 2022, 142 o.
- Demarkációs vonaltól államhatárig: A határ menti társadalom és konfliktusai az 1920-as években, Budapest: ELKH Bölcsészettudományi Kutatóközpont Történettudományi Intézet, 2022, 155 o.
- Kelet és Nyugat között: Államhatárok, úti okmányok, határátlépés Magyarországon és Csehszlovákiában (1945–1989), Budapest: MTA BTK Történettudományi Intézet, 2019, 440 o.
- Hódmezővásárhely politikai élete 1944–1950 között, Hódmezővásárhely: Tornyai János Múzeum és Közművelődési Központ, 2018, 120 o.
- "A Szovjetunióval örök időkre és soha máshogy!": Az 1956-os magyar forradalom csehszlovák dokumentumai (Mitrovits Miklóssal). Budapest: MTA Bölcsészettudományi Kutatóközpont Történettudományi Intézet, 2018, 924 o.
- The History of the Soviet Bloc 1945–1991: A Chronology: Part 3. 1969–1980 (szerkesztés, Békés Csabával), Budapest: Cold War History Research Center, 2016, 480 o.
- Csehszlovákia története dokumentumokban, Budapest: Napvilág Kiadó, 2016, 517 o.
- The History of the Soviet Bloc 1945–1991: A Chronology : Part 2. 1953–1968, (szerkesztés, Békés Csabával és Vukman Péterrel), Budapest: Cold War History Research Center, 2013, 486 o.
- "Mi, szegediek megtettük az első lépést...": Konferencia a MEFESZ megalakulásának 50. évfordulóján: Szeged, 2006. október 17–18. (szerkesztés). Szeged: Universitas Szeged Kiadó, 2008, 143 o.
- A magyar úti okmányok története 1945–1989, (Nagy Györggyel). Budapest: Tipico Design Kft., 2005, 275 o.
- A magyar úti okmányok története 1867–1945, Budapest: Tipico Design Kft., 2003, 179 o.
- Helységnévváltozások Köztes-Európában 1763–1995: Place-name Changes in Europe-Between 1763–1995. Budapest: Teleki László Alapítvány, 1997, 344 o.

(Forrás: MTMT)